# Borîsî, Hlobîne
Borîsî (în ucraineană Бориси) este o comună în raionul Hlobîne, regiunea Poltava, Ucraina, formată numai din satul de reședință.

## Demografie
Componența lingvistică a comunei Borîsî
     Ucraineană (95,89%)
     Rusă (3,95%)
     Alte limbi (0,16%)
Conform recensământului din 2001, majoritatea populației comunei Borîsî era vorbitoare de ucraineană (95,89%), existând în minoritate și vorbitori de rusă (3,95%).